# Osgoode Hall Law School
Pour les articles homonymes, voir Osgoode.
Ne doit pas être confondu avec Osgoode Hall.
L'Osgoode Hall Law School de l'Université York, située à Toronto, est une des facultés de droit les plus vieilles et les plus prestigieuses du Canada. Un grand nombre d'hommes et de femmes politiques et de juges sont passés par cette école avant d'avancer dans leurs carrières.
Elle offre aussi un programme en partenariat avec la faculté de droit de New York ainsi qu'avec la faculté de droit de l'Université de Montréal.

## Personnalités liées
Louise Arbour, Haut-Commissaire des Nations unies aux droits de l'homme, possède un doctorat de York et était professeur de droit et doyen de l'Osgoode Hall Law School.
Quelques personnes qui sont passées par cette école :
- Sam Berger, dirigeant de la Ligue canadienne de football
- John Robert Cartwright, ancien président de la Cour suprême du Canada
- Marshal Cohen, membre de la Commission trilatérale et chef du sénat de l'université York
- Carme Chacón, ministre de la Défense du gouvernement espagnol
- Ward Elcock, ancien directeur du Service canadien du renseignement de sécurité
- Jim Flaherty, ancien ministre des Finances du Gouvernement canadien
- Moya Greene, femme d'affaires canadienne.
- William Lyon Mackenzie King, ancien Premier ministre du Canada du Canada
- Sergio Marchionne, président et PDG de Fiat
- Arthur Meighen, ancien Premier ministre du Canada
- John Richard, ancien juge en chef de la Cour d'appel fédérale du Canada
- Peter Van Loan, ancien leader du gouvernement à la Chambre des communes et actuellement député à la Chambre des communes du Canada.
- George Stanley White, ancien président du Sénat du Canada.